# Фонд вільного програмного забезпечення

Логотип Фонду Вільного Програмного Забезпечення

Фонд вільного програмного забезпечення (Free Software Foundation, FSF) — неприбуткова організація, створена 4 жовтня 1985 року Річардом Столменом для підтримки руху за вільне ПЗ, і зокрема проєкту GNU.
З часу заснування до середини 1990-х фонди FSF переважно використовувалися для оплати роботи розробників вільних програм. З середини 1990-х з'явилося багато компаній та розробників вільного програмного забезпечення, так що FSF переважно працює над юридичними та структурними проблемами спільноти вільного ПЗ.
У 2019 році засновник фонду Річард Столмен залишив пост президента фонду.
Нині виконавчим директором є Джон Салліван.

## Поточні проєкти фонду
Проєкт GNU
Хоча початковою метою Фонду було просування ідеалів вільного програмного забезпечення, ця організація також керує розробкою операційної системи GNU.
Стеження за виконанням GPL
Фонд вільного програмного забезпечення має необхідні засоби та бажання для того, щоб відстежувати виконання умов GNU General Public License (GPL) та інших ліцензій GNU. Однак Фонд робить це лише для тих програм, авторськими правами, на які він володіє. Програми, що розповсюджуються на умовах GPL, але не належать Фонду, можуть бути захищені лише їхніми власниками, оскільки Фонд не має потрібного юридичного статусу для цього. Фонд розбирає близько 50 випадків порушення GPL на рік і намагається змусити порушників дотримуватись умов ліцензії, не вдаючись до судових розглядів.
Ліцензії GNU
англ. GNU GPL — ліцензія, що найчастіше використовується для вільних програм. Поточну (третю) версію було опубліковано 29 червня 2007 року. Також Фонд розробив ліцензії GNU LGPL, GNU FDL та GNU AGPL (GPL версії 3).
Захист авторських прав
Фонд володіє авторськими правами на більшість програмного забезпечення GNU, а також на деякі не-GNU програми. Від будь-якої людини, яка робить вклад у пакети GNU, Фонд вимагає письмову заяву про передачу авторських прав, щоб мати можливість захищати програми в суді у разі виникнення спору. Крім того, це дозволяє за необхідності змінювати ліцензію на ту чи іншу роботу, не зв'язуючись з кожним із розробників, які будь-коли зробили внесок у програму.
GNU Press[6]
Видавництво Фонду, що відповідає за «публікацію недорогих книг з інформатики з використанням вільно поширюваних ліцензій».
Free Software Directory — каталог вільного ПЗ
Це перелік програмних пакетів, ідентифікованих як вільне програмне забезпечення. Кожен запис у каталозі містить 47 полів, що включають таку інформацію, як вебсайт проєкту, імена розробників, мову програмування, що використовується, і т. ін. перевірено на відповідність критеріям вільного ПЗ. Для цього проєкту Фонд отримав невелику кількість коштів від ЮНЕСКО. Фонд сподівається, що в майбутньому каталог буде перекладено багатьма мовами світу.
Підтримка визначення вільного ПЗ
Фонд підтримує багато документів, що визначають рух вільного програмного забезпечення.
Юридична освіта
Фонд проводить семінари з юридичних аспектів використання GPL, а також пропонує консультації для юристів.
Хостинг проєктів
Фонд надає хостинг проєктам через свій вебсайт Savannah.
Щорічні нагороди
Free Software Award for the Advancement of Free Software — премія за просування вільного програмного забезпечення.
Free Software Award for Projects of Social Benefit — премія вільного програмного забезпечення за соціально значущі проєкти.

## Структура

### Членство
25 листопада 2002 року Фонд запустив програму Асоційованого членства (англ. FSF Associate Membership) для приватних осіб. У березні 2005 року Фонд налічував понад 3400 асоційованих членів. 5 березня 2003 року для комерційних організацій було запущено програму Корпоративного патронажу (англ. Corporate Patron). Станом на квітень 2004 року Фонд мав 45 корпоративних патронів.

### Організація

#### Рада директорів
- Джеффрі Кнаут (англ. Geoffrey Knauth), старший розробник ПЗ у SFA, Inc.;
- Лоуренс Лессіг (англ. Lawrence Lessig), професор права в Стенфордському університеті;
- Ебен Моглен (англ. Eben Moglen), професор права та історії юриспруденції у Колумбійському університеті;
- Генрі Пуль (англ. Henri Poole), засновник консалтингової фірми CivicActions;
- Джеральд Сассман (Gerald Sussman), професор інформатики в Массачусетському технологічному інституті;
- Річард Меттью Столлман (англ. Richard Matthew Stallman), засновник проєкту. Вийшов із проєкту у 2019, проте повернувся у 2021[14].

#### Інші посади
- Пітер Браун (англ. Peter T. Brown), виконавчий директор (був Менеджером відповідності GPL до лютого 2005);
- Ебен Моглен (англ. Eben Moglen), загальний радник;
- Ден Ревішер (англ. Dan Ravicher), загальний радник;
- Девід «Novalis» Тернер (англ. David Turner), інженер відповідності GPL;
- Джон Салліван: адміністратор програм;
- Тед Тіа (англ. Ted Teah), супроводжуючий Free Software Directory;
- Джошуа Гінсберг (англ. Joshua Ginsberg), старший системний адміністратор;
- Джастін Боу (англ. Justin Baugh), старший системний адміністратор;
- Вард Вандевеге (англ. Ward Vandewege), старший системний адміністратор (не повністю зайнятий);
- Тоні Вічорек (англ. Tony Wieczorek), помічник програм.

#### Колишні співробітники
- Джонатан Арцено (англ. Jonathan Arcenaux), хакер GNU, Emacs;
- Джеймс Блер (англ. James E. Blair), старший системний адміністратор;
- Бредлі Кун (англ. Bradley M. Kuhn), виконавчий директор до лютого 2005;
- Леслі Проктор (англ. Leslie Proctor), піар;
- Роберт Чассел (англ. Robet J. Chassell), засновник та казначей;
- Тім Ней (англ. Tim Ney), виконавчий директор у 1998—2001 роках;
- Томас Бушнелл (англ. Thomas Bushnell), хакер GNU, GNU Hurd;
- Роланд МакГрет (англ. Roland McGrath), хакер GNU, glibc, make, GNU Hurd;
- Ян Мердок (англ. Ian Murdock), хакер GNU;
- Леонард Тауер (англ. Leonard Tower), хакер GNU;
- Майк Гертел (англ. Mike Haertel), хакер GNU, diff, grep;
- Піт ТерМаат (англ. Pete TerMaat), хакер GNU, gdb;
- Філ Нельсон (англ. Phil Nelson), хакер GNU;
- Джей Фенласон (англ. Jay Fenlason), хакер GNU, sed;
- Браян Фокс (англ. Brian Fox), хакер GNU, bash;
- Нобойки Хікіті (англ. Noboyuki Hikichi), хакер GNU;
- Пол Рубін (англ. Paul Rubin), хакер GNU, cpp;
- Аріель Ріос (англ. Ariel Rios), хакер GNU, Guile;
- Ренді Сміт (англ. Randy Smith), хакер GNU, gdb;
- Джонатан Уоттерсон, організатор проєкту цифрового мовлення;
- Ліза «Opus» Гольдштейн (англ. Lisa Goldstein), менеджер GNU Press;
- Пол Фішер (Paul Fisher), старший системний адміністратор;
- Пітер Салюс (англ. Peter Salus), віцепрезидент;
- Том Лорд (англ. Tom Lord), хакер GNU, GNU arch, sed, Двигун регулярних виразів, функції GNU Oleo;
- Джанет Кейсі (англ. Janet Casey), супроводжуюча Free Software Directory до серпня 2005;
- Браян Юманс (англ. Brian Youmans), офісний працівник у 1996—2002 роках

У штаб-квартирі в Бостоні, Массачусетс, зазвичай знаходяться близько 10 співробітників. Офісом керує Пітер Браун.

#### Споріднені організації
- У 1988 році Річардом Столлманом було засновано Лігу за свободу програмування для об'єднання розробників як вільного, так і пропрієтарного програмного забезпечення.
- У 2001 році в Німеччині було створено Європейський фонд вільного програмного забезпечення (англ. Free Software Foundation Europe), який відіграє роль «точки дотику» різних організацій вільного програмного забезпечення в Європі.
- У 2003 році в Кералі було створено Індійський фонд вільного програмного забезпечення (Free Software Foundation of India).
- У 2005 році було оголошено про створення Латиноамериканського фонду вільного програмного забезпечення (Free Software Foundation Latin America).